# Dia Mundial dels Aiguamolls
El Dia Mundial dels Aiguamolls o Dia Mundial de les Zones Humides es commemora el 2 de febrer, data en la qual es va adoptar la Convenció sobre els Aiguamolls de 1971 a Ramsar (l'Iran). Aquest conveni és el primer tractat al planeta relatiu a la conservació i l'ús racional dels aiguamolls. Aquest conveni va crear una llista a nivell mundial, coneguda com la Llista Ramsar, en la qual s'indiquen les zones humides del planeta que han de conservar-se. L'any 2013 aquesta llista incloïa 2167 zones humides amb una superfície total de 208.518.409 ha de 168 països. Amb motiu d'aquesta celebració cada any es realitzen actes i activitats encaminats a augmentar la sensibilització del públic sobre els valors dels aiguamolls i els beneficis que reporten.
La importància de les zones humides és que són ecosistemes amb una gran diversitat biològica, reguladors del cicle de l'aigua i del clima, generadors de recursos hídrics per al proveïment d'aigua dolça i constitueixen zones d'ús per a les activitats humanes com el turisme i la pesca. Els aiguamolls contribueixen a la regulació del cicle de l'aigua, en el control de les inundacions i les sequeres, en la provisió d'aigua i com a refugi de la vida silvestre.
Els tipus d'aiguamolls inclosos a la Llista Ramsar són àrees naturals de prades humides, torberes, pantans, maresmes, llacs, rius, estuaris, deltes, baixos de marea, zones marines costaneres, manglars, esculls de corall, ullals d'aigua, i llocs artificials com estanys piscícoles, arrossars, embassaments i salines.
L'Estat espanyol es va adherir al Conveni de Ramsar el 1982, i fins a gener de 2012 ha incorporat a la Llista d'Aiguamolls d'Importància Internacional 74 zones humides amb una superfície de 303.090 ha entre les quals destaquen els parcs nacionals com Doñana (Huelva) i Las Tablas de Daimiel (Ciudad Real) o llacunes com Villafáfila (Zamora) i Gallocanta (Saragossa). A nivell català, la llista inclou el Parc Nacional d'Aigüestortes i Estany de Sant Maurici, el Parc Natural dels Aiguamolls de l'Empordà, l'Estany de Banyoles i el Delta de l'Ebre.

## Temes anuals
- 2018: Aiguamolls per a un futur urbà sostenible
- 2017: Aiguamolls per a la reducció del risc de desastres
- 2016: Aiguamolls per al nostre futur: mitjans de vida sostenibles
- 2015: Aiguamolls per al nostre futur
- 2014: Aiguamolls i Agricultura: socis per al creixement
- 2013: Els aiguamolls tenen cura de l'aigua
- 2012: Turisme pels aiguamolls: una gran experiència
- 2011: Boscos per a l'aigua i els aiguamolls
- 2010: Cuidem dels nostres aiguamolls - una resposta al Canvi Climàtic
- 2011: Els aiguamolls i els boscos
- 2012: Aiguamolls i turisme
- 2013: Els aiguamolls i la gestió de l'aigua
- 2014: Aiguamolls i agricultura
- 2015: Aiguamolls per al nostre futur